# Herre, se en liten skara
Herre, se en liten skara är en psalmtext för söndagsskolan som är skriven av Betty Ehrenborg-Posse. Musiken är skriven av Josef Haydn.

## Publicerad i
- Svensk söndagsskolsångbok (1908) som nummer 98 under rubriken "XIII Samlingssånger"
- Lilla Psalmisten som nummer 167 under rubriken "IX. Lovsånger"
- Svensk söndagsskolsångbok 1929 som nummer 8 under rubriken "Inlednings- och samlingssånger"